# New York Film Critics Online Awards 2006
Na 6. ročníku předávání cen New York Film Critics Online Awards byli oznámeni vítězové v následujících kategoriích a deset nejlepších filmů roku 2006. Ceny se předávaly dne 11. prosince 2006.

## Nejlepších deset filmů

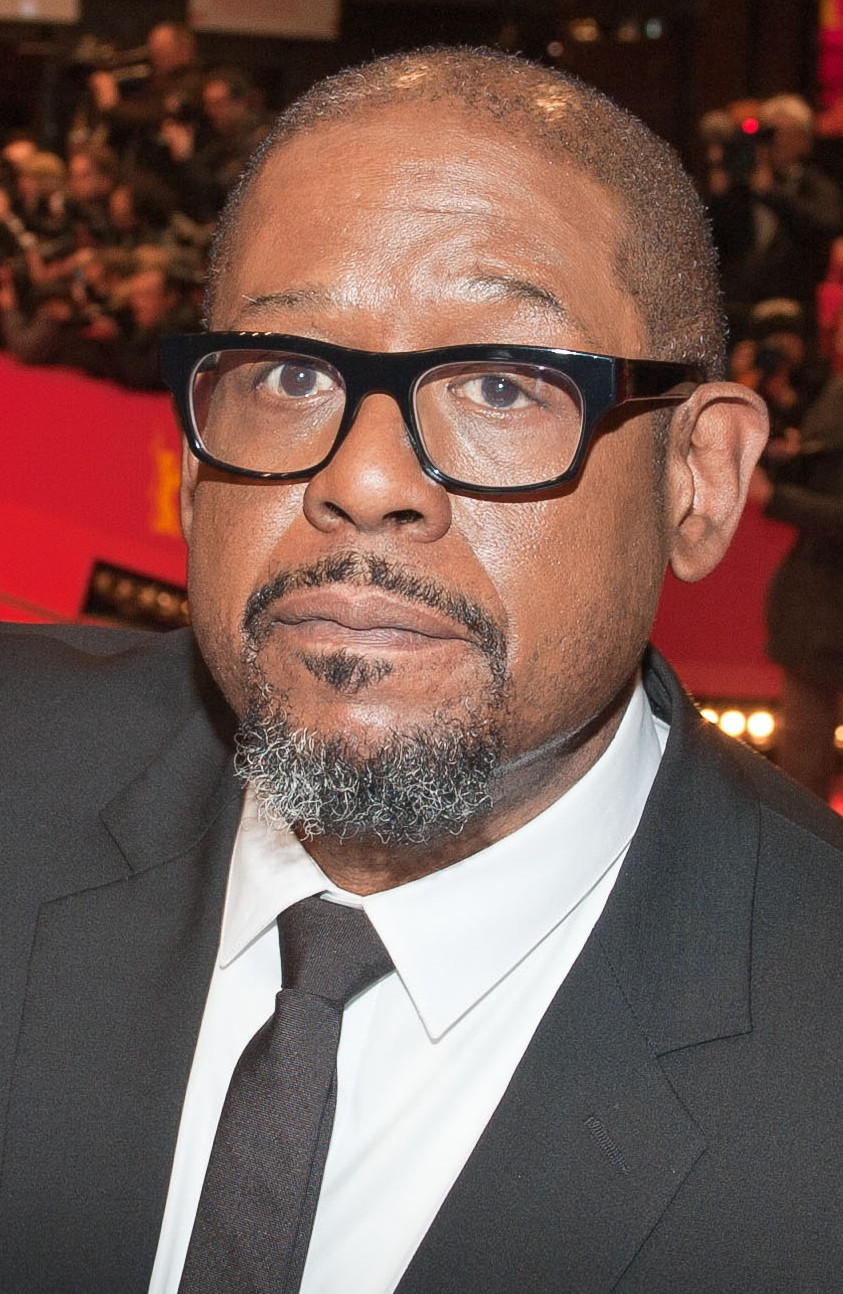
Forest Whitaker, vítěz v kategorii nejlepší mužský herecký výkon v hlavní roli

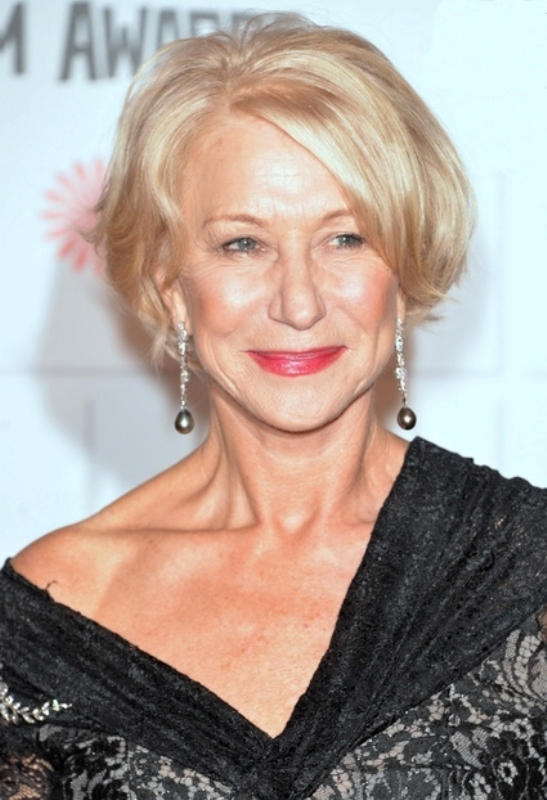
Helen Mirren, vítězka v kategorii nejlepší ženský herecký výkon v hlavní roli

(seřazeny abecedně)
- Babel
- Fontána
- Inland Empire
- Faunův labyrint
- Jako malé děti
- Malá Miss Sunshine
- Královna
- Děkujeme, že kouříte
- Volver
- Voda

## Vítězové

### Nejlepší film
- Královna

### Nejlepší režisér
- Stephen Frears – Královna

### Nejlepší scénář
- Peter Morgan – Královna

### Nejlepší mužský herecký výkon v hlavní roli
- Forest Whitaker – Poslední skotský král

### Nejlepší ženský herecký výkon v hlavní roli
- Helen Mirren – Královna

### Nejlepší mužský herecký výkon ve vedlejší roli
- Michael Sheen – Královna

### Nejlepší ženský herecký výkon ve vedlejší roli
- Jennifer Hudson – Dreamgirls
- Catherine O'Hara – Nominace na Oscara

### Nejlepší dokument
- Nepříjemná pravda

### Nejlepší cizojazyčný film
- Faunův labyrint (Mexiko)

### Nejlepší animovaný film
- Happy Feet

### Nejlepší kamera
- Dick Pope – Iluzionista

### Nejlepší debut
- Jonathan Dayton a Valerie Faris – Malá Miss Sunshine

### Objev roku
- Jennifer Hudson – Dreamgirls

### Nejlepší obsazení
- Malá Miss Sunshine

### Nejlepší skladatel
- Philip Glass– Iluzionista